# Cristian Bordacahar
Cristian Bordacahar (Laprida, Argentina, 27 de octubre de 1991) es un futbolista argentino, nacionalizado peruano. Juega como extremo derecho y su equipo actual es Foot Ball Club Melgar de la Liga 1 de Perú.

## Trayectoria

### Club Social y Deportivo Juventud
Se inició futbolísticamente en las divisiones inferiores del Club Juventud de la ciudad de Laprida (Buenos Aires), dónde por sus destacadas actuaciones fue transferido al Club Atlético Tigre.

### Club Atlético Tigre
Debutó en este club en el año 2012. Fue Rodolfo Arruabarrena el encargado de hacerlo debutar. Todo ese año estuvo en la reserva, siendo uno de los goleadores del equipo junto a Leandro Leguizamón.
Luego de no tener continuidad en Tigre, fue enviado a préstamo por 6 meses a Brown de Adrogué.
Al regreso del préstamo por pedido de Diego Cagna, Cristian se quedó en Tigre.
Al término de su contrato y al ser jugador libre fichó por Chacarita Juniors por 6 meses. Luego del ascenso a la Primera B Nacional y al ser figura (siendo campeón de la B Metropolitana, aunque en esa temporada no hubo un campeón oficial como tal), se le renueva su contrato hasta finales del 2015. A mediados del 2015 tuvo una terrible lesión que lo alejó de las canchas por 4 meses, a pesar de la lesión y con buen rendimiento, renovó su contrato hasta junio del 2017.
Luego de perder continuidad en Chacarita, debido al buen momento de los otros delanteros rescinde su contrato a mediados del 2016. Días posteriores es anunciado como nuevo refuerzo de Los Andes.
A mediados del 2017 firma por Brown de Adrogué.
A mediados del 2018 es enviado a préstamo a Ferro Carril Oeste por una temporada, luego de buenas actuaciones se le fue renovando su contrato.

### FBC Melgar
A pesar de tener contrato Ferro Carril Oeste lo rescindió para fichar por FBC Melgar y afrontar la Liga1 (Perú) y Copa Sudamericana 2021. Su debut oficial en el torneo peruano fue en la primera fecha de la Fase 1 2021 (Perú) frente al subcampeón peruano, Universitario de Deportes en un empate de 1-1.
Luego en su debut de copa sudamericana anotó un doblete ante Mannucci donde fue la figura del partido

## Estadísticas
Actualizado al 6 de mayo de 2025.

| Tigre Argentina | 1.ª                 | 2011-12             | 0   | 0  | 0  | 2 | 0 | 0 | —  | — | — | 2   | 0  | 0  |
| Tigre Argentina | 1.ª                 | 2012-13             | 0   | 0  | 0  | — | — | — | 0  | 0 | 0 | 0   | 0  | 0  |
| Tigre Argentina | 1.ª                 | 2013-14             | 20  | 1  | 0  | 0 | 0 | 0 | —  | — | — | 20  | 1  | 0  |
| Tigre Argentina | Total               | Total               | 20  | 1  | 0  | 2 | 0 | 0 | 0  | 0 | 0 | 22  | 1  | 0  |
| Brown de Adrogué Argentina | 3.ª                 | 2012-13             | 23  | 5  | 0  | 1 | 0 | 0 | —  | — | — | 24  | 5  | 0  |
| Brown de Adrogué Argentina | 2.ª                 | 2017-18             | 19  | 4  | 0  | — | — | — | —  | — | — | 19  | 4  | 0  |
| Brown de Adrogué Argentina | Total               | Total               | 42  | 9  | 0  | 1 | 0 | 0 | 0  | 0 | 0 | 43  | 9  | 0  |
| Chacarita Juniors Argentina | 3.ª                 | 2014                | 17  | 8  | 0  | — | — | — | —  | — | — | 17  | 8  | 0  |
| Chacarita Juniors Argentina | 2.ª                 | 2015                | 4   | 0  | 0  | 1 | 1 | 0 | —  | — | — | 5   | 1  | 0  |
| Chacarita Juniors Argentina | 2.ª                 | 2016                | 6   | 1  | 0  | — | — | — | —  | — | — | 6   | 1  | 0  |
| Chacarita Juniors Argentina | Total               | Total               | 27  | 9  | 0  | 1 | 1 | 0 | 0  | 0 | 0 | 28  | 10 | 0  |
| Los Andes Argentina | 2.ª                 | 2016-17             | 38  | 5  | 0  | 2 | 0 | 0 | —  | — | — | 40  | 5  | 0  |
| Los Andes Argentina | Total               | Total               | 38  | 5  | 0  | 2 | 0 | 0 | 0  | 0 | 0 | 40  | 5  | 0  |
| Ferro Carril Oeste Argentina | 2.ª                 | 2018-19             | 20  | 2  | 2  | — | — | — | —  | — | — | 20  | 2  | 2  |
| Ferro Carril Oeste Argentina | 2.ª                 | 2019-20             | 19  | 3  | 0  | — | — | — | —  | — | — | 19  | 3  | 0  |
| Ferro Carril Oeste Argentina | 2.ª                 | 2020                | 6   | 3  | 1  | — | — | — | —  | — | — | 6   | 3  | 1  |
| Ferro Carril Oeste Argentina | Total               | Total               | 45  | 8  | 3  | 0 | 0 | 0 | 0  | 0 | 0 | 45  | 8  | 3  |
| FBC Melgar · Perú | 1.ª                 | 2021                | 22  | 5  | 3  | 1 | 0 | 0 | 8  | 3 | 1 | 31  | 8  | 4  |
| FBC Melgar · Perú | 1.ª                 | 2022                | 32  | 1  | 2  | — | — | — | 13 | 2 | 1 | 45  | 3  | 3  |
| FBC Melgar · Perú | 1.ª                 | 2023                | 34  | 6  | 9  | — | — | — | 6  | 1 | 2 | 40  | 7  | 11 |
| FBC Melgar · Perú | 1.ª                 | 2024                | 33  | 7  | 9  | — | — | — | 2  | 1 | 0 | 35  | 8  | 9  |
| FBC Melgar · Perú | 1.ª                 | 2025                | 10  | 2  | 5  | — | — | — | 8  | 1 | 0 | 18  | 3  | 5  |
| FBC Melgar · Perú | Total               | Total               | 131 | 21 | 28 | 1 | 0 | 0 | 37 | 8 | 4 | 169 | 29 | 32 |
| Total en su carrera | Total en su carrera | Total en su carrera | 303 | 53 | 31 | 7 | 1 | 0 | 37 | 8 | 4 | 347 | 62 | 35 |
| (1) La copa nacional se refiere a la Copa Argentina y Copa Bicentenario. (2) La copa internacional se refiere a la Copa Sudamericana y Copa Libertadores. |                     |                     |     |    |    |   |   |   |    |   |   |     |    |    |

## Palmarés

### Torneos nacionales
| Título                      | Club                             | País      | Año  |
| --------------------------- | -------------------------------- | --------- | ---- |
| Torneo Integración de Ligas | Club Social y Deportivo Juventud | Argentina | 2009 |
| Campeonato de Primera B     | Chacarita Juniors                | Argentina | 2014 |
| Torneo Apertura             | FBC Melgar                       | Perú      | 2022 |

#### Otros logros
| Título                       | Club              | País      | Año  |
| ---------------------------- | ----------------- | --------- | ---- |
| Ascenso a la B Nacional      | Brown de Adrogué  | Argentina | 2013 |
| Ascenso a Primera B Nacional | Chacarita Juniors | Argentina | 2014 |

### Distinciones individuales
| Distinción                                                | Año  |
| --------------------------------------------------------- | ---- |
| Equipo de la semana de la fecha 6 de la Copa Sudamericana | 2022 |